# Campeonato Mundial de Piragüismo en Aguas Tranquilas de 1987
El XXI Campeonato Mundial de Piragüismo en Aguas Tranquilas se celebró en Duisburg (RFA) en el año 1987 bajo la organización de la Federación Internacional de Piragüismo (ICF) y la Federación Alemana de Piragüismo.
Las competiciones se realizaron en el Canal de Regatas de Wedau, al sur de la ciudad alemana.

## Medallistas

### Masculino
| Evento      | Oro                                                                             | Plata                                                                                         | Bronce                                                                |
| ----------- | ------------------------------------------------------------------------------- | --------------------------------------------------------------------------------------------- | --------------------------------------------------------------------- |
| K1 500 m    | Paul MacDonald Nueva Zelanda                                                    | Andreas Stähle RDA                                                                            | Attila Szabó Checoslovaquia                                           |
| K2 500 m    | Ferenc Csipes · László Fidel · Hungría                                          | Ian Ferguson Paul MacDonald Nueva Zelanda                                                     | Per-Inge Bengtsson · Karl-Axel Sundqvist · Suecia                     |
| K4 500 m    | Alexandr Motuzenko Viktor Denisov Serguei Kirsanov Artūras Vieta URSS           | Robert Chwiałkowski · Kazimierz Krzyżański · Grzegorz Krawców · Wojciech Kurpiewski · Polonia | Reiner Scholl Thomas Pfrang Volker Kreutzer Thomas Reineck RFA        |
| K1 1000 m   | Greg Barton Estados Unidos                                                      | Ferenc Csipes · Hungría                                                                       | Morten Ivarsen · Noruega                                              |
| K2 1000 m   | Ian Ferguson Paul MacDonald Nueva Zelanda                                       | Philippe Boccara Pascal Boucherit Francia                                                     | Thomas Gähme Thomas Vaske RDA                                         |
| K4 1000 m   | Zsolt Gyulay · Ferenc Csipes · László Fidel · Zoltán Kovács · Hungría           | Per-Inge Bengtsson · Karl-Axel Sundqvist · Lars-Erik Moberg · Bengt Andersson · Suecia        | Alexandr Motuzenko Viktor Denisov Serguei Kirsanov Artūras Vieta URSS |
| K1 10 000 m | Greg Barton Estados Unidos                                                      | Attila Szabó Checoslovaquia                                                                   | Einar Rasmussen · Noruega                                             |
| K2 10 000 m | Philippe Boccara Pascal Boucherit Francia                                       | Thor Nielsen Lars Koch Dinamarca                                                              | Ferenc Csipes · Sándor Hódosi · Hungría                               |
| K4 10 000 m | Harald Amundsen · Arne Sletsjø · Morten Ivarsen · Arne Johan Almeland · Noruega | Zoltán Berkes · Zoltán Böjti · Tibor Helyi · Kálmán Petrovics · Hungría                       | Gilbert Schneider Oliver Kegel Carsten Lömker Thomas Reineck RFA      |
| C1 500 m    | Olaf Heukrodt RDA                                                               | Petr Procházka Checoslovaquia                                                                 | Attila Szabó · Hungría                                                |
| C2 500 m    | Marek Łbik · Marek Dopierała · Polonia                                          | Yuri Gurin Valeri Veshko URSS                                                                 | Petr Procházka Alan Lohniský Checoslovaquia                           |
| C1 1000 m   | Olaf Heukrodt RDA                                                               | Martin Marinov Bulgaria                                                                       | Ivan Klementiev URSS                                                  |
| C2 1000 m   | Yuri Gurin Valeri Veshko URSS                                                   | Marek Łbik · Marek Dopierała · Polonia                                                        | Ulrich Papke Ingo Spelly RDA                                          |
| C1 10 000 m | Ivan Šabjan Yugoslavia                                                          | Zsolt Bohács · Hungría                                                                        | Tajir Kamaletdinov URSS                                               |
| C2 10 000 m | Arne Nielsson Christian Frederiksen Dinamarca                                   | Robert Ridig · Pál Pétervári · Hungría                                                        | Andrew Train Stephen Train Reino Unido                                |

### Femenino
| Evento   | Oro                                                            | Plata                                                              | Bronce                                                                          |
| -------- | -------------------------------------------------------------- | ------------------------------------------------------------------ | ------------------------------------------------------------------------------- |
| K1 500 m | Birgit Schmidt RDA                                             | Izabela Dylewska · Polonia                                         | Agneta Andersson · Suecia                                                       |
| K2 500 m | Birgit Schmidt Anke Nothnagel RDA                              | Annemiek Derckx · Annemarie Cox · Países Bajos                     | Ogniana Petrova Ivanka Muerova Bulgaria                                         |
| K4 500 m | Birgit Schmidt Anke Nothnagel Ramona Portwich Ines Rudolph RDA | Erika Géczi · Rita Kőbán · Katalin Povázsán · Éva Rakusz · Hungría | Irina Salomykova Olga Slapnia Gulnora Sharafutdinova Snieguolė Narevičiūtė URSS |

## Medallero
| Núm. | País           | Oro | Plata | Bronce | Total |
| ---- | -------------- | --- | ----- | ------ | ----- |
| 1    | RDA            | 5   | 1     | 2      | 8     |
| 2    | Hungría        | 2   | 5     | 2      | 9     |
| 3    | URSS           | 2   | 1     | 4      | 7     |
| 4    | Nueva Zelanda  | 2   | 1     | 0      | 3     |
| 5    | Estados Unidos | 2   | 0     | 0      | 2     |
| 6    | Polonia        | 1   | 3     | 0      | 4     |
| 7    | Dinamarca      | 1   | 1     | 0      | 2     |
| 7    | Francia        | 1   | 1     | 0      | 2     |
| 9    | Noruega        | 1   | 0     | 2      | 3     |
| 10   | Yugoslavia     | 1   | 0     | 0      | 1     |
| 11   | Checoslovaquia | 0   | 2     | 2      | 4     |
| 12   | Suecia         | 0   | 1     | 2      | 3     |
| 13   | Bulgaria       | 0   | 1     | 1      | 2     |
| 14   | Países Bajos   | 0   | 1     | 0      | 1     |
| 15   | RFA            | 0   | 0     | 2      | 2     |
| 16   | Reino Unido    | 0   | 0     | 1      | 1     |
|      | TOTAL          | 18  | 18    | 18     | 54    |